# Eremophila serrulata
Eremophila serrulata är en flenörtsväxtart som först beskrevs av A. Dc., och fick sitt nu gällande namn av George Claridge Druce. Eremophila serrulata ingår i släktet Eremophila och familjen flenörtsväxter. Inga underarter finns listade i Catalogue of Life.